# Affenpinscher
L'Affenpinscher (pronuncia: ˈæf.ənˌpɪn.tʃər) è una razza canina di origine tedesca riconosciuta dalla FCI (Standard N. 186, Gruppo 2, Sezione 1).
La sua origine morfologica non è ancora certa ma sicuramente ha delle caratteristiche che lo riconducono al "griffoncino del Belgio" e al "terrier".

## Storia e diffusione

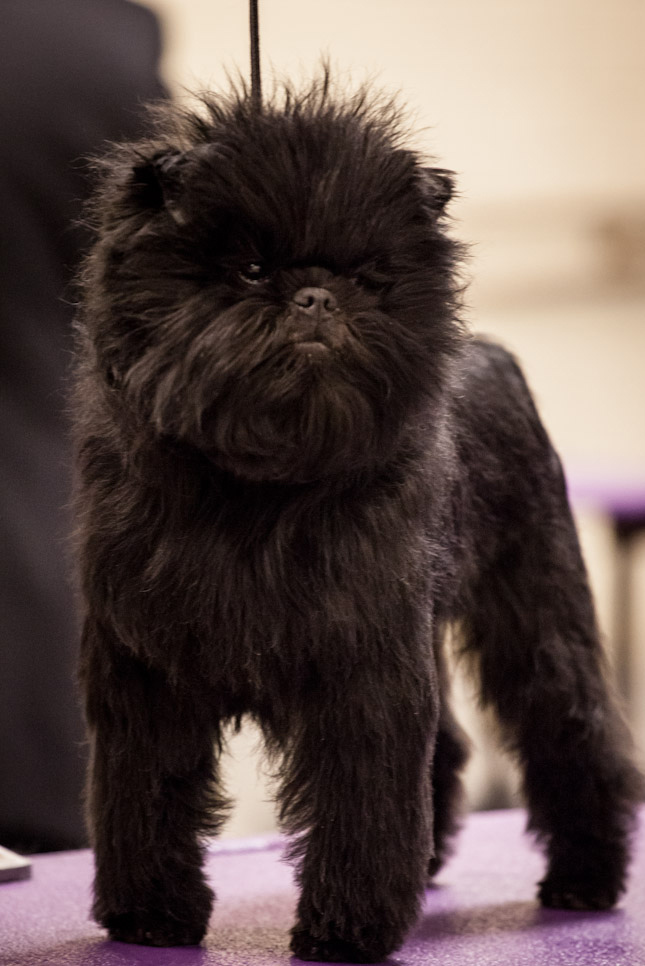
Affenpinscher

L'affenpinscher è un cane la quale origine, pur essendo germanica, è poco diffusa nei paesi europei e soprattutto nella stessa Germania.
Il termine "affen", in tedesco, significa "scimmie"; mentre "pinscher" si traduce con la parola "terrier". Sono stati associati e poi assegnati all'animale questi due termini, grazie al suo particolare aspetto e alla sua espressione scimmiesca.

## Aspetto generale
L'affenpinscher è una razza di piccole dimensioni ma ben proporzionata, atletico e lineare nell'aspetto l'affenpinscher viene considerato un cane molto fedele al suo padrone ma allo stesso tempo riflessivo, pur mantenendo una moderata vivacità. Ha un aspetto scimmiesco anche se la sua espressione è gradevole e simpatica. Il pelo di questo cane è irsuto e i baffi sono abbastanza lunghi. La sua altezza varia dai 25 ai 30 cm e la muscolatura è ben sviluppata ed equilibrata in tutto il corpo. La coda è alta ed è quasi sempre tagliata a tre falangi circa, i piedi invece, sono corti e arrotondati, fortemente chiusi con le unghie e i cuscinetti neri. Gli occhi rotondi con le sopracciglia che ne formano l'ornamento, i denti bianco candido che risaltano nella macchia nera, la barba imponente e parecchi peli sulle guance e sulla testa rendono questa razza buffa e curiosa.

## Carattere e comportamento
L'affenpinscher ha un carattere molto grintoso ed energico ma allo stesso tempo è molto affettuoso e gradisce molto le coccole della famiglia. È molto legato al padrone e lo segue ovunque esso vada; caratteristica questa facilitata soprattutto dalle sue piccole dimensioni. È un cane non pericoloso per i bambini anzi a lui piace giocare con loro, ama viaggiare e fare lunghe passeggiate. 
È un cane cacciatore soprattutto per quanto riguarda piccoli roditori, è molto bravo nel levare le quaglie, stanare i conigli e la piccola selvaggina. In alcune situazioni si rivela anche un attento guardiano, soprattutto in casa abbaia oppure avvisa il padrone di un eventuale rumore non consueto.

## Colorazioni ammesse
Il colore dominante dell'affepinscher è il nero anche se in alcune cucciolate ci sono, anche se molto basse, probabilità che i cani possano nascere di tonalità nero-brunastro o nero-grigiastro.

## Difetti
I difetti più ricorrenti in questo animale sono l'enognatismo (difetto sulla mascella), monorchidismo (lo sviluppo di un unico testicolo), mancanza di premolari, coda torta, struttura leggera, basso o alto sugli arti, torace basso, orecchie inserite basse, occhi a fior di testa, occhio chiaro, dentatura a cesoia, dorso troppo lungo, groppa scoscesa, gomiti infuori, piedi lunghi e peli bianchi.